# Aeroportul Stornoway
Aeroportul Stornoway (IATA: SYY, ICAO: EGPO) este un aeroport din Hebridele exterioare, Scoția, Regatul Unit ce deservește zona Stornoway. Aeroportul a fost tranzitat în 2022 de 101.121 de pasageri. A fost numit după zona deservită.
Situat la o altitudine de 8 m, aeroportul dispune de 2 piste. Este operat de Highlands and Islands Airports⁠(d).

## Infrastructură

### Piste
Aeroportul dispune de 2 piste. Pista 06/24 are suprafața de asfalt și dimensiunile 1.000 m × 23 m. Pista 18/36 are suprafața de asfalt și dimensiunile 2.315 m × 46 m. 